# 第三紫尾山トンネル
第三紫尾山トンネル（だいさんしびさんトンネル）は鹿児島県出水市高尾野町柴引と鹿児島県薩摩川内市城上町を結ぶ九州新幹線の鉄道トンネルである。出水駅と川内駅間に位置する。

## 概要
- 総延長: 9,987 m
- 規格: 複線電化

出水山地の最高峰、紫尾山を鹿児島県出水市、阿久根市、薩摩川内市にまたがり貫く、現在の九州新幹線、博多 - 鹿児島中央間では筑紫トンネルに次ぐ長さのトンネルである。

## 沿革
整備新幹線の建設凍結を解除して着工することが検討された際、九州新幹線の優先順位は低く評価されており、最初の着工区間に入る見込みが薄かった。しかし、上越新幹線の建設に際して地質の悪い区間のトンネル工事に手間取って開業が遅れた事例を引いて、難工事が予想される区間だけ先行して着工することを地元の政治家である小里貞利などが強く主張し、結果として政府・自民党の合意書の中に「難工事区間の早期着工」という一文が書き加えられることになった。これに伴って、九州新幹線の中で最初の着工区間として1989年（平成元年）8月8日に薩摩郡東郷町藤川字中津俣（現在の薩摩川内市東郷町藤川字中津俣）において難工事安全祈願祭が行われて工事が始められることになった。これは北陸新幹線の本格着工に遅れること6日で、実質的に同時着工に漕ぎ着けることになった。
岩盤は激しい変化に及ぶ砂岩層など、亀裂や湧水に悩まされた。1991年（平成3年）9月に鹿児島ルートの本格着工がなされた。
1999年（平成11年）11月27日に阿久根市鶴川内付近の坑内で貫通式が行われた。総工費は約260億円であった。その後、レールの敷設や電気関係の工事などが行われ、2004年（平成16年）3月13日に開通を迎えている。

## その他
第三紫尾山トンネルの北工区からの湧水は、当初近くの高尾野川へ排水する計画となっていたが、出水郡高尾野町（現出水市）からの要請で同町の鳥越浄水場へ2001年（平成13年）3月22日から湧水量1日約21,000 トンのうち約4,000 トンを送水して、上水道に利用している。